# ليفي كيسي
ليفي كيسي (بالإنجليزية: Levi Casey)‏ هو قاضي وسياسي أمريكي، ولد في 1752 في كارولاينا الجنوبية في الولايات المتحدة، وتوفي في 3 فبراير 1807 في واشنطن العاصمة في الولايات المتحدة. حزبياً، نشط في الحزب الجمهوري الديمقراطي. وقد انتخب عضو مجلس النواب الأمريكي.